# Schloss Fischerhammer

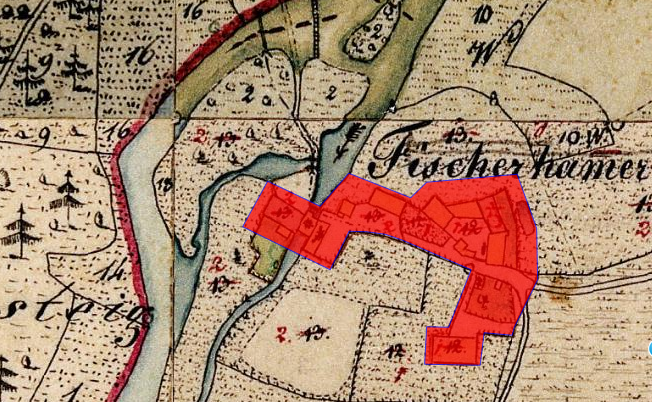
Lageplan von Schloss Fischerhammer auf dem Urkataster von Bayern

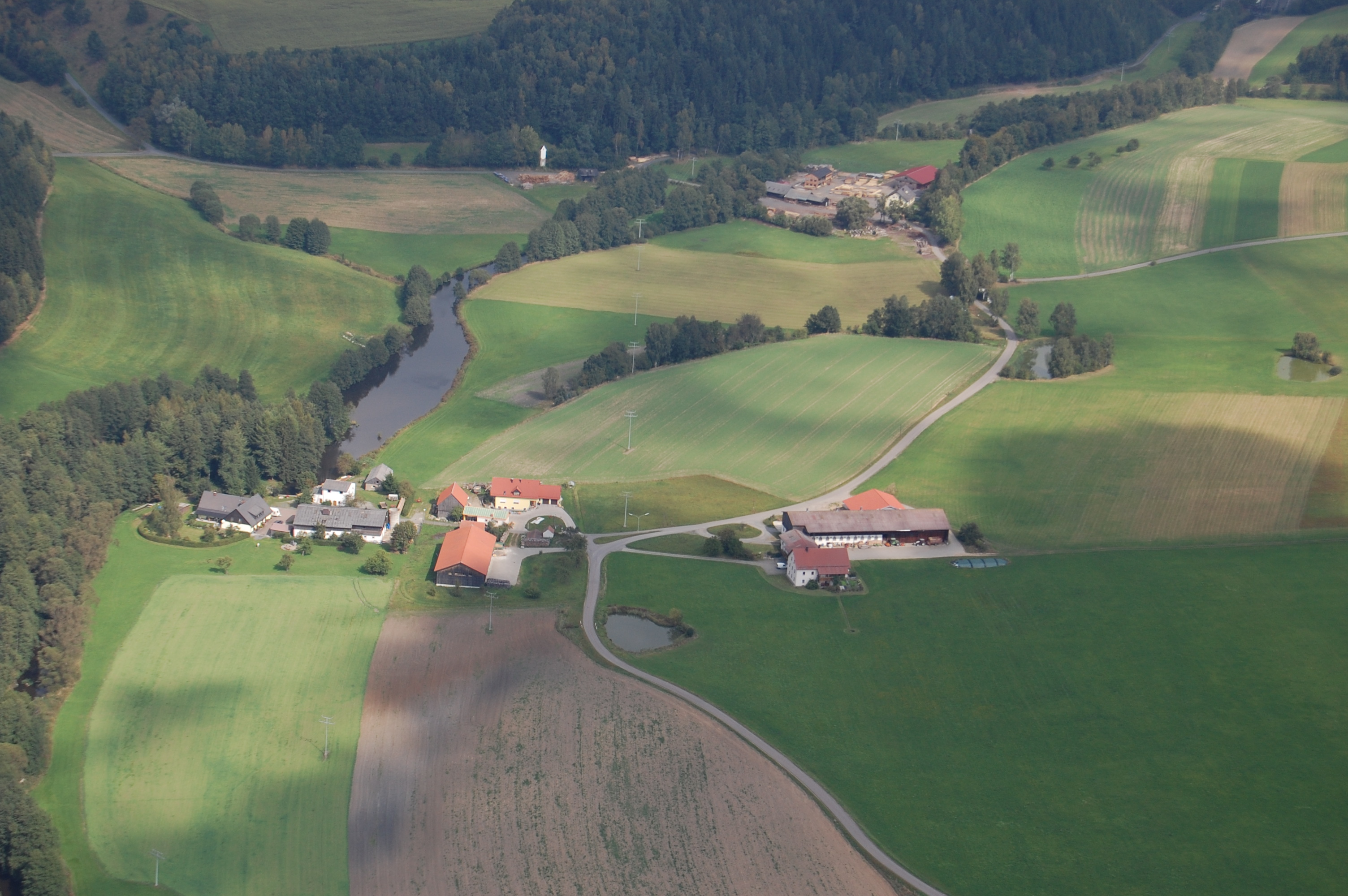
Fischerhammer (2009)

Das abgegangene Schloss Fischerhammer (auch Hammer Woippenrieth genannt) befand sich in Fischerhammer, einem Gemeindeteil des Marktes Tännesberg im oberpfälzischen Landkreis Neustadt an der Waldnaab. „Untertägige Befunde des späten Mittelalters und der frühen Neuzeit im Bereich des abgegangenen Hammerschlosses und Edelsitzes Fischerhammer“ werden als Bodendenkmal unter der Aktennummer D-3-6439-0046 geführt. Hier stand einst ein Hammerschloss, wobei der Hammer vom Wasser der Pfreimd betrieben wurde.

## Geschichte
Vom 14. bis zum 16. Jahrhundert befand sich hier ein Schienhammer. In der Oberpfälzer Hammereinigung von 1387 wird hier „Vlreich Holder mit dem hamer zu Woppenreut“ genannt. Aus einem Bericht des Johann German Barbing an den Kurfürst Ferdinand Maria vom 16. Januar 1666 heißt es: „Woppenrieth. Ein Eisen- oder Schinhammer, ungangbar und seit der Mansfeldischen Ankunft von anno 1621 öd, wobei die Hammergebäu(de) ganz weg; die häusliche Wohnung nebst einer Mühle steht noch, damit die Felder und ‚Wyßmather‘ genossen werden können. Den Hammer hat inne Michael Bischer, bei welchem aber keine Mittel zum Wiederaufbau vorhanden sind.“
In der Beschreibung des Amtes Tännesberg im 18. Jahrhundert heißt es aber „öder Hammer mit Mühle“. Im 16. und 17. Jahrhundert befand sich hier ein Edelsitz, dieser ist heute abgegangen und durch moderne Gebäude überbaut.